# Вулканоид
Вулканоидите са хипотетична популация от астероиди, които обикалят около Слънцето в динамично стабилна зона, вътрешна за орбитата на планетата Меркурий. Наречени са така по името на хипотетичната планета Вулкан, чието съществуване е опровергано през 1915 година. Вулканоиди не са откривани и не е ясно дали съществуват.
Ако съществуват вулканоидите, то те лесно могат да избегнат откритието, тъй като биха били много малки и незабележими на фона на ярката звезда зад тях. Заради близостта им със Слънцето, търсенето на вулканоиди може да се провежда само по време на полумрака на слънчевите затъмнения. Ако вулканоидите съществуват, те би трябвало да са с размери между 100 метра и около 6 километра в диаметър, орбитиращи във вероятно почти кръгли по форма орбити близо до външния ръб на гравитационно стабилната зона около Слънцето.
Ако бъдат открити, вулканоидите могат да предоставят на учените материал от най-ранния период на формиране на планетите, както и знания за условията, преобладаващи през ранното развитие на Слънчевата система. Въпреки че във всеки друг гравитационно стабилен регион в Слънчевата система са откривани обекти, негравитационни сили (като ефекта на Ярковски) или влиянието на мигрираща планета от ранните етапи на развитие на Слънчевата система, може да са опразнили тази зона от астероидите, които може би са били в нея.
|  | Тази страница частично или изцяло представлява превод на страницата Vulcanoid в Уикипедия на английски. Оригиналният текст, както и този превод, са защитени от Лиценза „Криейтив Комънс – Признание – Споделяне на споделеното“, а за съдържание, създадено преди юни 2009 година – от Лиценза за свободна документация на ГНУ. Прегледайте историята на редакциите на оригиналната страница, както и на преводната страница, за да видите списъка на съавторите. ВАЖНО: Този шаблон се отнася единствено до авторските права върху съдържанието на статията. Добавянето му не отменя изискването да се посочват конкретни източници на твърденията, които да бъдат благонадеждни. |